# Transeius bangalorensis
Transeius bangalorensis är en spindeldjursart som först beskrevs av Wolfgang Karg 1983.  Transeius bangalorensis ingår i släktet Transeius och familjen Phytoseiidae. Inga underarter finns listade i Catalogue of Life.